# Linda Hooks
Linda Hooks (sinh tại Liverpool, năm 1952) là thí sinh người Anh thứ 2 giành được vương miện Hoa hậu Quốc tế vào năm 1972, 3 năm sau lần đăng quang đầu tiên củaValerie Susan Holmes.
Chiến thắng của Linda Hooks ở cuộc thi được tổ chức tại Tokyo, Nhật Bản nói trên đã mở đường cho sự nghiệp người mẫu và diễn xuất của cô thăng tiến. Trong những năm thuộc Thập niên 1970, cô xuất hiện thường xuyên trên trò chơi truyền hình nổi tiếng Sale of the Century trong vai thư ký của người chủ trì Nicholas Parsons. Linda cũng tham gia một số phần trong seri phim truyền hình Carry On làm trong cùng thời gian trên.